# زیردریایی آی-۲۲ (۱۹۳۸)
زیردریایی آی-۲۲ (۱۹۳۸) (به انگلیسی: Japanese submarine I-22 (1938)) یک زیردریایی است که طول آن ۳۵۸ فوت ۷ اینچ (۱۰۹٫۳۰ متر) می‌باشد. این زیردریایی در سال ۱۹۳۸ ساخته شد.